# Taurometopa
Taurometopa is een geslacht van vlinders van de familie grasmotten (Crambidae), uit de onderfamilie Odontiinae.

## Soorten
- T. aryrostrota Hampson, 1917
- T. phoenicozona (Hampson, 1917)
- T. pyrometalla Meyrick, 1933